# Haplochromis erythromaculatus
Haplochromis erythromaculatus es una especie de peces de la familia Cichlidae en el orden de los Perciformes.

## Morfología
Los machos pueden llegar alcanzar los 10,3 cm de longitud total.

## Distribución geográfica
Se encuentra en Ruanda.